# Хорнсби, Томас
Томас Хорнсби (англ. Thomas Hornsby, 1733 − 1810) — английский астроном и математик.

## Биография
Окончил Оксфордский университет (Corpus Christi College) в 1760, в 1763 стал савильским профессором астрономии (Savilian Professor of Astronomy) в Оксфорде и в том же году — профессором экспериментальной философии.
Произвёл тысячи астрономических наблюдений, большая часть которых оставалась неопубликованной до 1932 года. Из числа известных его работ большинство посвящено наблюдениям прохождений Венеры по диску Солнца в 1761 и 1769 годах. На оснований наблюдений прохождения Венеры вывел величину солнечного параллакса. Наблюдал также солнечные затмения.
В 1798 опубликовал результаты наблюдений Д.Брэдли.
В его честь назван кратер на Луне.